# Rödhalsad tangara
Rödhalsad tangara (Tangara cyanocephala) är en fågel i familjen tangaror inom ordningen tättingar.

## Utseende
Rödhalsad tangara är en liten tangara med mestadels grön fjäderdräkt. Den är även blå på hjässa och strupe, och röd på kinder och nacke. Hanen har svart rygg, honan mer fläckad. 

## Utbredning och systematik
Rödhalsad tangara delas in i tre underarter:
- Tangara cyanocephala cearensis – förekommer i skogar i nordöstra Brasilien (Ceará)
- Tangara cyanocephala corallina – förekommer i östra Brasilien (Pernambuco till Bahia)
- Tangara cyanocephala cyanocephala – förekommer i sydöstra Brasilien (södra Bahia) till östra Paraguay och nordöstra Argentina

## Levnadssätt
Rödhalsad tangara hittas i fuktiga skogar, skogsbryn och öppet skogslandskap. Den följer ofta kringvandrande artblandade flockar och besöker gärna matningar.

## Status
Arten har ett stort utbredningsområde och beståndet anses stabilt. Internationella naturvårdsunionen IUCN listar den därför som livskraftig (LC).

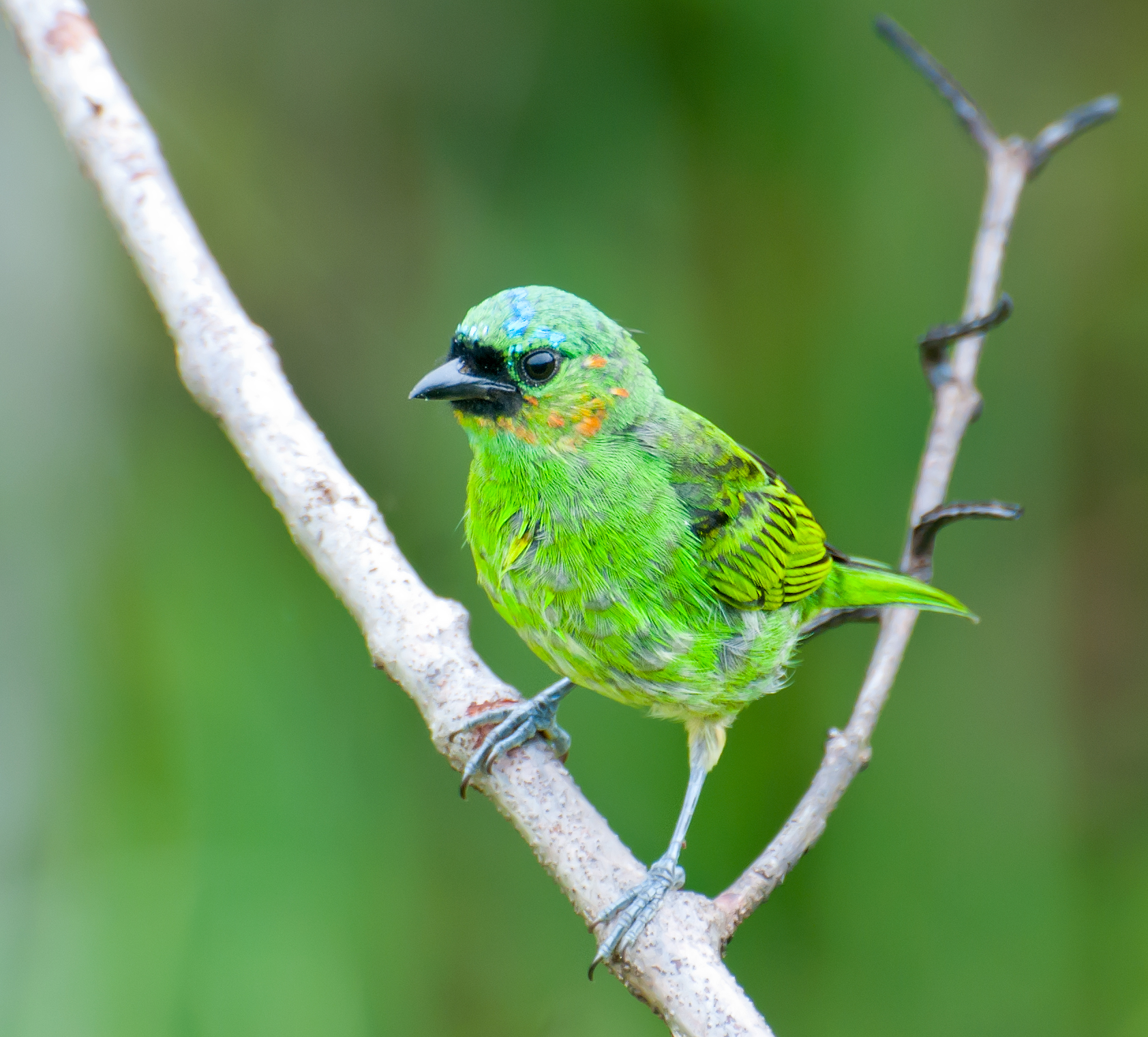